# Jiří Borovička
Jiří Borovička (* 16. ledna 1964 Praha) je český astronom, pracující v Astronomickém ústavu Akademie věd České republiky (AsÚ AV ČR) v Ondřejově. Zabývá se zejména výzkumem meziplanetární hmoty – především meteorů. Je nejbližším spolupracovníkem odborníka na meteority Pavla Spurného.

## Vědecká činnost
Jiří Borovička vystudoval v roce 1987 astronomii a astrofyziku na Matematicko-fyzikální fakultě Univerzity Karlovy. Zde také v roce 1993 obhájil titul kandidáta věd pod vedením odborníka na meteory Zdeňka Ceplechy. Tématem jeho práce bylo spektrální záření meteorů.
Tématem vědeckých prací Jiřího Borovičky je meteorická fyzika a astronomie, zejména obor spektroskopie meteorů. Zabývá se fyzikou průletu meteorů zemskou atmosférou, ale také strukturou a chemickým složením meteoroidů.
Objevil nízko- a vysokoteplotní složky záření meteorů. Věnoval se také tzv. záření dlouhotrvajících stop meteorů – u něj objevil 3 fáze jeho vývoje, které mohou trvat až desítky minut. Zásadní měrou se podílel na analýze pádu meteoru Morávka v roce 2000.
V minulosti se zabýval gama záblesky a ještě jako amatérský astronom proměnnými hvězdami (byl jedním z nejlepších vizuálních pozorovatelů proměnných hvězd).

### Ocenění
V roce 1997 obdržel medaili Učené společnosti v kategorii mladých vědeckých pracovníků za objevné práce z oblasti záření meteoroidů.
V roce 2002 dostal Prémii Otto Wichterleho, kterou uděluje Akademická rada Akademie věd ČR.

## Členství v institucích
Jiří Borovička je členem Mezinárodní astronomické unie. Zde působí od roku 2006 ve funkci sekretáře 22. komise Meteory a meziplanetární prach. Dále je členem Evropské astronomické společnosti. Působí také v České astronomické společnosti, jejímž byl v letech 1998–2001 předsedou.
V letech 2000–2004 byl vedoucím oddělení meziplanetární hmoty AsÚ AV ČR. Ve funkčním období od roku 2004 je zástupcem ředitele AsÚ AV ČR, vedoucím pracoviště v Ondřejově a od roku 2007 i předsedou Rady Astronomického ústavu.